# Maciej Czyżowicz
Maciej Tomasz Czyżowicz (Stettino, 28 gennaio 1962) è un ex pentatleta polacco.

## Palmarès
In carriera ha conseguito i seguenti risultati:
- Giochi olimpici:

Barcellona 1992: oro nel pentathlon moderno a squadre.
- Mondiali:

Lahti 1990: bronzo nel pentathlon moderno a squadre.
San Antonio 1991: argento nel pentathlon moderno staffetta a squadre.
Sheffield 1994: argento nel pentathlon moderno staffetta a squadre.
Basilea 1995: oro nel pentathlon moderno staffetta a squadre e bronzo a squadre.
Roma 1996: oro nel pentathlon moderno staffetta a squadre.
- Europei

Roma 1991: argento nel pentathlon moderno individuale.
Székesfehérvár 1997: bronzo nel pentathlon moderno a squadre.